# Ulrike Ehmig
Ulrike Ehmig (* 15. November 1969 in Mainz) ist eine deutsche Altertumswissenschaftlerin.

## Leben
Ehmig studierte klassische Archäologie, lateinische Philologie und Alte Geschichte an der Johannes Gutenberg-Universität Mainz und der Ruprecht-Karls-Universität Heidelberg und beendete das Studium 1995 mit dem Magisterabschluss. Sie wurde 2000 im Fach Geschichte und Kultur der Römischen Provinzen an der Johann Wolfgang Goethe-Universität Frankfurt am Main promoviert. Für ihre Dissertation erhielt sie 2003 den Eduard-Anthes-Preis. Nach der Habilitation 2009 wurde ihr die Lehrberechtigung – ebenfalls in Frankfurt am Main – für das Fach Archäologie und Geschichte der Römischen Provinzen verliehen. 2016 erfolgte die Umhabilitation nach Freiburg, 2019 die nach Bamberg. Seit 2001 war sie wissenschaftliche Mitarbeiterin und Leiterin zahlreicher Forschungsprojekte im In- und Ausland, zunächst vorwiegend im Bereich der Wirtschaftsgeschichte, seit 2010 schwerpunktmäßig mit Studien im Bereich der lateinischen Epigraphik sowie Fragen zur Wahrnehmung und Handhabung von Risiken in der Antike befasst. Ehmig leitet seit Juni 2018 die Arbeitsstelle des Vorhabens Corpus Inscriptionum Latinarum an der Berlin-Brandenburgischen Akademie der Wissenschaften. Einen Ruf auf die Professur für Archäologie der Römischen Provinzen an der Universität Osnabrück im September desselben Jahres lehnte sie ab.
Ulrike Ehmig ist korrespondierendes Mitglied des Deutschen Archäologischen Instituts.

## Schriften (Auswahl)
- Die römischen Amphoren aus Mainz (= Frankfurter Archäologische Schriften. Band 4). Bibliopolis, Möhnesee 2003, ISBN 3-933925-50-9 (zugleich Dissertation, Frankfurt am Main 2000).
- Die römischen Amphoren im Umland von Mainz (= Frankfurter Archäologische Schriften. Band 5). Reichert, Wiesbaden 2007, ISBN 978-3-89500-567-1.
- Dangstetten IV. Die Amphoren. Untersuchungen zur Belieferung einer Militäranlage in augusteischer Zeit und den Grundlagen archäologischer Interpretation von Fund und Befund (= Forschungen und Berichte zur Vor- und Frühgeschichte in Baden-Württemberg. Band 117). Theiss, Stuttgart 2010, ISBN 3-8062-2394-7 (zugleich Habilitationsschrift, Frankfurt am Main 2009).
- mit Rudolf Haensch: Die lateinischen Inschriften aus Albanien (LIA). Habelt, Bonn 2012, ISBN 978-3-7749-3819-9.
- Donum dedit. Charakteristika einer Widmungsformel in lateinischen Sakralinschriften (= Pietas. Band 9). Computus Druck Satz & Verlag, Gutenberg 2017, ISBN 3-940598-35-6.
- Heinrich Dressels Edition der Amphoren-Aufschriften aus Rom in CIL XV. Wie Wissen entsteht: von der Gelatine ins Buch (Auctarium 6), De Gruyter Berlin 2022, ISBN 9783111038872.